# Kaly
Kaly település Csehországban, a Brno-vidéki járásban. Kaly Štěpánovice, Borač, Dolní Loučky, Horní Loučky és Pernštejnské Jestřabí településekkel határos. Lakosainak száma 314 fő (2024. január 1.).

## Népesség
A település lakosságának változását az alábbi diagram mutatja:
| Lakosok száma | 263  | 355  | 345  | 337  | 276  | 254  | 273  | 281  | 297  | 314  |
|               | 1869 | 1890 | 1921 | 1950 | 1980 | 2001 | 2017 | 2019 | 2022 | 2024 |